# Camelopardalis
Camelopardalis (abreviação: Cam), a Girafa, é uma constelação do hemisfério celestial norte. O genitivo, usado para formar nomes de estrelas, é Camelopardalis.
As constelações vizinhas, conforme a padronização atual, são a Ursa Menor, o Cefeu, a Cassiopeia, o Perseu, o Cocheiro, a Lince, a Ursa Maior e o Dragão.
Na Uranografia de Johannes Hevelius, o longo pescoço da Girafa é representado esticando-se em torno do polo norte celeste, entre a Ursa Menor e a cauda do Dragão.